# آراس آیدین
آراس آیدین (انگلیسی: Aras Aydın؛ زادهٔ ۲ ژوئیهٔ ۱۹۸۹) بازیگر است. وی از سال ۲۰۱۰ میلادی تاکنون مشغول فعالیت بوده‌است.